# Ішимський район
Іши́мський район (рос. Ишимский район) — муніципальний район у складі Тюменської області, Росія.
Адміністративний центр — місто Ішим, яке не входить до складу району і утворює окремий Ішимський міський округ.

## Географія
Ішимський район розташований на південному сході Тюменської області. Район межує:
- На півночі і північному сході — з Аромашевським та Сорокинським районами
- На сході — з Абатським районом
- На південному сході — з Сладковським районом
- На півдні — з Казанським районом
- На південному заході — з Бердюзьким районом
- На заході — з Голишмановським міським округом

## Історія

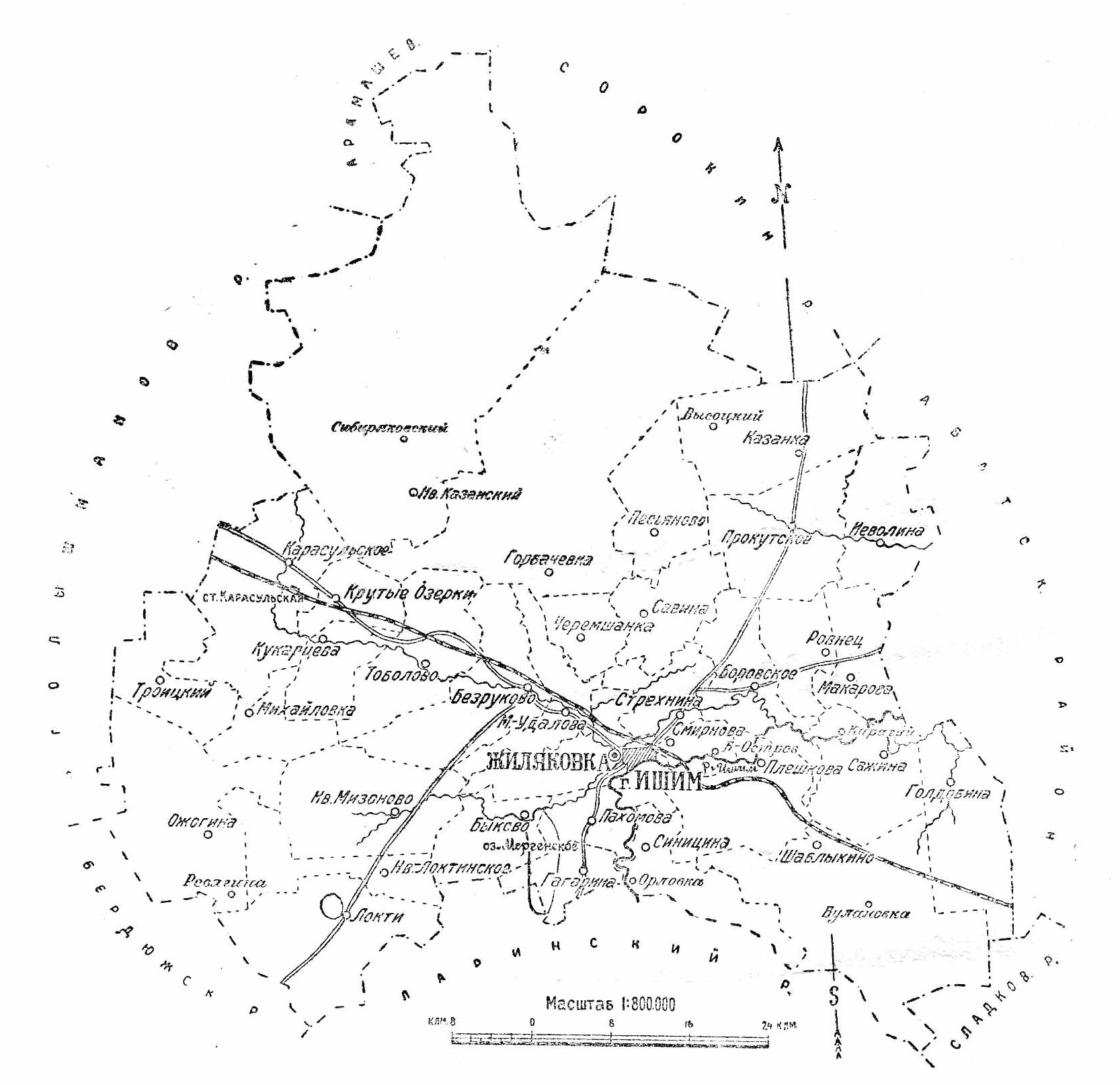
Жиляковський район

Жиляковський район був утворений 3 листопада 1923 року у складі Ішимського округу Уральської області з центром у селі Жиляковка. До складу району увійшли території колишніх Безруковської, Боровської, Жиляковської, частин Карасульської, Локтинської та Маслянської волостей Ішимського повіту Тюменської губернії. До складу району входило 35 сільрад: Алексієвська, Безруковська, Биковська, Большеудаловська, Боровська, Гагарінська, Голдобінська, Жиляковська, Казанська, Карасульська, Крутоозерська, Кукарцевська, Локтинська, Макаровська, Мізоновська, Михайловська, Неволинська, Новолоктинська, Пахомовська, Песьяновська, Плешковська, Полковниковська, Прокуткінська, Равнецька, Савинська, Сажинська, Сибіряковська, Синицинська, Смирновська, Стрехнінська, Тоболовська, Троїцька (1-а), Троїцька (2-а), Черемшанська та Шабликінська. У 1925-1926 роках ліквідована Алексієвська сільрада, Полковниковська сільрада перейменована в Ожогинську, Большеудаловська сільрада — в Удаловську. 17 вересня 1928 року до складу міста Ішим передано селища Алексієвський та Новосеребрянниковський.
10 червня 1931 року район було перетворено в Ішимський район, центр перенесено до міста Ішим, до його складу увійшли також 5 сільрад ліквідованого Ларіхинського району. У його складі були місто Ішим та 39 сільрад: Безруковська, Биковська, Боровська, Воронинська, Второпесьяновська, Гагарінська, Голдобінська, Жиляковська, Казанська, Карасульська, Клепиковська, Крутоозерська, Кукарцевська, Ларіхинська, Локтинська, Макаровська, Мізоновська, Михайловська, Неволинська, Новолоктинська, Новотравнинська, Ожогинська, Пахомовська, Первопесьяновська, Плешковська, Прокуткінська, Равнецька, Савинська, Сажинська, Сибіряковська, Синицинська, Смирновська, Стрехнінська, Тоболовська, Троїцька 1-а, Троїцька 2-а, Удаловська, Черемшанська та Шабликінська. 1 січня 1932 року з ліквідованого Сорокинського району передані Александровська, Ликошинська, Осиновська, Пінігінська, Рядовиченська, Сорокинська та Стрільцовська сільради. 17 січня 1934 року район увійшов до складу Челябінської області, 7 грудня — до складу Омської області.
25 січня 1935 року відновлено Сорокинський район і до його складу передані Александровська, Казанська, Ликошинська, Неволинська, Осиновська, Пінігінська, Прокуткінська, Рядовиченська, Сорокинська та Стрільцовська сільради. 19 вересня 1939 року ліквідовано Голдобінську, Жиляковську, Клепиковську, Крутоозерську, Локтинську, Пахомовську, Равнецьку, Савинську, Смирновську, Троїцьку 1-у та Троїцьку 2-у сільради. 21 лютого 1940 року місто Ішим отримало обласний статус та виведене зі складу району. 14 серпня 1944 року район увійшов до складу Тюменської області.
17 червня 1954 року ліквідовано Воронинську, Михайловську та Первопесьяновську сільради. 19 жовтня 1956 року до складу міста Ішим передано присілки Жиляковка та Серебрянка. 23 квітня 1959 року ліквідовано Безруковську, Биковську, Синицинську та Шабликинську сільради, утворена Пахомовська сільрада, Макаровська сільрада перейменована в Равнецьку, Сажинська сільрада — в Голдобінську, Сибіряковська сільрада — в Бутусовську, Черемшанська сільрада — в Первопесьяновську. 1 лютого 1963 року район укрупнений в Ішимський сільський район за рахунок території ліквідованого Сорокинського району. 28 вересня 1963 року Голдобінська сільрада перейменована в Шабликінську. 12 січня 1965 року район розукрупнений, до відновленого Сорокинського району передані Ворсіхинська, Готопутовська, Знаменщиковська, Калиновська, Малокусерякська, Осиновська, Пінігінська та Сорокинська сільради. 15 вересня 1965 року утворено Димковську та Черемшанську сільради. 29 жовтня 1971 року утворено Десятовську та Клепиковську сільради, ліквідовано Кукарцевську та Ожогинську сільради. 11 жовтня 1973 року до складу міста Ішим передано село Димковка та присілок Смирновка. 28 лютого 1975 року утворено Неволинську сільраду. 27 жовтня 1989 року ліквідовано Удаловську сільраду.

## Населення
Населення району становить 28550 осіб (2020; 31085 у 2018, 12264 у 2010, 34693 у 2002).

### Національний склад
88,2% — росіяни; 4,1 % — казахи; 2,3 % — німці; 1,4 % — чуваші; 1,2 % — українці та представники інших національностей.

## Адміністративно-територіальний поділ
На території району 22 сільських поселення:
| Поселення                            | Площа, км² | Населення, осіб (2002) | Населення, осіб (2010) | Населення, осіб (2018) | Населення, осіб (2020) | Центр          | Населені пункти |
| ------------------------------------ | ---------- | ---------------------- | ---------------------- | ---------------------- | ---------------------- | -------------- | --------------- |
| Боровське сільське поселення         | 134,56     | 1100                   | 1060                   | 1097                   | 1075                   | Борове         | 3               |
| Бутусовське сільське поселення       | 741,34     | 842                    | 629                    | 497                    | 443                    | Бутусово       | 3               |
| Второпесьяновське сільське поселення | 86,39      | 578                    | 422                    | 362                    | 369                    | Второпесьяново | 1               |
| Гагарінське сільське поселення       | 27,86      | 980                    | 883                    | 907                    | 865                    | Гагаріно       | 1               |
| Десятовське сільське поселення       | 280,74     | 817                    | 698                    | 612                    | 586                    | Десятова       | 4               |
| Димковське сільське поселення        | 153,25     | 1872                   | 1987                   | 1980                   | 1916                   | Мезенка        | 6               |
| Карасульське сільське поселення      | 190,73     | 3237                   | 2818                   | 2608                   | 2562                   | Октябрський    | 5               |
| Клепиковське сільське поселення      | 194,22     | 1955                   | 1839                   | 1821                   | 1763                   | Клепиково      | 7               |
| Ларіхинське сільське поселення       | 252,38     | 1181                   | 963                    | 900                    | 858                    | Ларіха         | 3               |
| Мізоновське сільське поселення       | 365,08     | 1479                   | 1174                   | 1028                   | 978                    | Мізоново       | 2               |
| Неволинське сільське поселення       | 166,35     | 905                    | 732                    | 643                    | 595                    | Неволина       | 3               |
| Новолоктинське сільське поселення    | 355,21     | 1354                   | 1079                   | 1032                   | 969                    | Новолокті      | 3               |
| Новотравнинське сільське поселення   | 155,40     | 852                    | 763                    | 747                    | 722                    | Новотравне     | 2               |
| Пахомовське сільське поселення       | 132,69     | 2570                   | 2422                   | 2460                   | 2420                   | Плодопитомник  | 5               |
| Первопесьяновське сільське поселення | 468,86     | 1322                   | 957                    | 895                    | 845                    | Заозерний      | 6               |
| Плешковське сільське поселення       | 186,05     | 1452                   | 1322                   | 1287                   | 1246                   | Плешково       | 4               |
| Прокуткінське сільське поселення     | 257,43     | 1259                   | 1063                   | 922                    | 897                    | Прокуткіно     | 5               |
| Равнецьке сільське поселення         | 191,74     | 1170                   | 1078                   | 1026                   | 983                    | Равнець        | 5               |
| Стрехнінське сільське поселення      | 77,67      | 5452                   | 5500                   | 5459                   | 5321                   | Стрехніно      | 4               |
| Тоболовське сільське поселення       | 323,09     | 1982                   | 1682                   | 1495                   | 1448                   | Тоболово       | 5               |
| Черемшанське сільське поселення      | 260,83     | 1142                   | 1087                   | 998                    | 970                    | Черемшанка     | 5               |
| Шабликінське сільське поселення      | 442,05     | 1192                   | 927                    | 792                    | 719                    | Шабликіно      | 7               |

## Найбільші населені пункти
Населені пункти з чисельністю населення понад 1000 осіб:
| № | Населений пункт | Населення, осіб (2002) | Населення, осіб (2010) |
| - | --------------- | ---------------------- | ---------------------- |
| 1 | Стрехніно       | 3941                   | 3954                   |
| 2 | Октябрський     | 1710                   | 1486                   |
| 3 | Плешково        | 1231                   | 1199                   |
| 4 | Тоболово        | 1253                   | 1092                   |
| 5 | Мізоново        | 1252                   | 1047                   |